# Fonds interprofessionnel pour la recherche et le conseil agricoles
 (octobre 2024).
La mise en forme du texte ne suit pas les recommandations de Wikipédia : il faut le « wikifier ».
Les points d'amélioration suivants sont les cas les plus fréquents :
- Les titres sont pré-formatés par le logiciel. Ils ne sont ni en capitales, ni en gras.
- Le texte ne doit pas être écrit en capitales (les noms de famille non plus), ni en gras, ni en italique, ni en « petit »…
- Le gras n'est utilisé que pour surligner le titre de l'article dans l'introduction, une seule fois.
- L'italique est rarement utilisé : mots en langue étrangère, titres d'œuvres, noms de bateaux, etc.
- Les citations ne sont pas en italique mais en corps de texte normal. Elles sont entourées par des guillemets français : « et ».
- Les listes à puces sont à éviter, des paragraphes rédigés étant largement préférés. Les tableaux sont à réserver à la présentation de données structurées (résultats, etc.).
- Les appels de note de bas de page (petits chiffres en exposant, introduits par l'outil «  Source ») sont à placer entre la fin de phrase et le point final[comme ça].
- Les liens internes (vers d'autres articles de Wikipédia) sont à choisir avec parcimonie. Créez des liens vers des articles approfondissant le sujet. Les termes génériques sans rapport avec le sujet sont à éviter, ainsi que les répétitions de liens vers un même terme.
- Les liens externes sont à placer uniquement dans une section « Liens externes », à la fin de l'article. Ces liens sont à choisir avec parcimonie suivant les règles définies. Si un lien sert de source à l'article, son insertion dans le texte est à faire par les notes de bas de page.
- La présentation des références doit suivre les conventions bibliographiques. Il est recommandé d'utiliser les modèles {{Ouvrage}}, {{Chapitre}}, {{Article}}, {{Lien web}} et/ou {{Bibliographie}}. Le mode d'édition visuel peut mettre en forme automatiquement les références.
- Insérer une infobox (cadre d'informations à droite) n'est pas obligatoire pour parachever la mise en page.

Pour une aide détaillée, merci de consulter Aide:Wikification.
Si vous pensez que ces points ont été résolus, vous pouvez retirer ce bandeau et améliorer la mise en forme d'un autre article.
Le Fonds interprofessionnel pour la recherche et le conseil agricoles (FIRCA), est une personne morale de droit privé de type particulier, reconnue d'utilité publique, régie par la loi no 2001-635 du 9 octobre 2001 et le décret no 2002-520 du 11 décembre 2002. 

## Historique
C'est à partir de 1992 que l’État ivoirien a engagé une profonde restructuration de ses services agricoles et de recherche,. Ce processus a vu la création de l'Agence nationale d'appui au développement rural en 1993 pour l'encadrement agricole, et le Centre national de recherche agronomique en 1998 pour la recherche scientifique agricole. Et pour financer ses activités, la réforme va donner lieu à la naissance d'un fonds,. 

## Mission
Le FIRCA assure, dans les secteurs de production végétale, animale et forestière, le financement des programmes relatifs notamment à : 
- la recherche agronomique et forestière ;
- la conduite d'expérimentations et démonstrations pour la transmission du savoir entre la recherche et l'exploitation ;
- la recherche technologique pour l'amélioration des produits agricoles et des produits transformés ;
- la diffusion des connaissances par l'information, la démonstration, la formation, le conseil technique et économique ;
- la conduite d'études, d'expérimentations et d'expertises ;
- l'appui à l'amélioration durable de la rentabilité économique des exploitations ;
- le renforcement des capacités des OPA ;
- la formation la professionnelle des producteurs, des dirigeants des OPA et leur personnel[5],[1].

## Financement
Le FIRCA a été créé afin de pallier les nombreux dysfonctionnements des modes de financement agricole (difficulté d'accès au crédit, manque de ressources financières mal reparties, etc.). Son objectif est de financer (sans prêter) une agriculture ivoirienne durable te compétitive. Il est alimenté à la fois par les cotisations des professionnels du secteur (paysans, industries agroalimentaires, etc.) et des contributions publiques ou privées. Le secteur agricole n’est plus un simple bénéficiaire de services, il est un client qui paye pour se voir fournir le meilleur service garanti par le Firca.

## Fonctionnement
Le Fonds interprofessionnel pour la recherche et le conseil agricoles est géré à travers trois organes comprenant les représentants de la profession agricole et ceux de l’État : 
- Une assemblée générale statutaire de 152 membres, dont les sessions sont présidées par le président du conseil d'administration, élu par l'assemblée générale parmi les professionnels.
- Un conseil d'administration dirigé par un président et composé de 34 membres issus de l'Assemblée Générale, qui définit la politique générale de FIRCA.
- Une Direction Exécutive structurée en départements et services spécialisés, chargée de la mise en œuvre de la politique générale du FIRCA, telle que définit par le conseil d'administration, dont les actions sont coordonnées par un Directeur Exécutif (DE) nommé par le conseil d'administration[5],[1].